# Дума Дмитро Павлович
Дмитро Павлович Дума (нар. 4 вересня 1936, Вишгород, Київська область) — український астроном, доктор фізико-математичних наук, професор.

## Біографія
Дмитро Дума народився 4 вересня 1936 року у місті Вишгород, Київська область. У 1959 році закінчив КНУ імені Тараса Шевченка, а у 1962 році — аспірантуру при ГАО НАНУ. Кандидатську дисетрацію захистив у Інституті математики НАН України в 1963 році. В 1965 році став першим керівником обчислювальної лабораторії при відділі фундаментальної астрометрії ГАО НАНУ. Протягом 2000—2003 рр. працював на посаді віце-президента Української астрономічної асоціації з питань зв'язку з астрономічними аматорськими організаціями. Докторську дисертацію захистив у Державному астрономічному інституті імені П. К. Штернберга Московського державного університету. Протягом 1982—1994 рр. працював в відділі фундаментальної астрометрії ГАО НАНУ. Протягом 1982—1984 рр. працював на посаді завідувача лабораторії, а протягом 1984—1996 рр. був завідувачем відділу фундаментальної астрометрії. З 1996 року Дмитро Дума є головним науковим співробітником.

## Наукові дослідження
Основною сферою його наукової роботи є визначення орієнтації координатних систем у космічному просторі, уточнення орбіт тіл Сонячної системи, дослідження видимої фігури та фізичної лібрації Місяця, астрономічне приладобудування. Проводив дослідження з узгодження зоряної і планетної систем відліку.
Є автором 69 наукових публікацій.

## Нагороди та визнання
У 1983 р. Дума в числі співавторів був нагоджений Державною премiєю України в галузi науки і технiки за цикл робiт «Розробка теорiї та практична побудова координатних систем для геодинамічних, селенодезичних та космiчних дослiджень».